# Johnny Leoni
Johnny Leoni (Sion, 30 juni 1984) is een Zwitsers voetballer die dienstdoet als doelman. Hij verruilde in augustus 2014 Omonia Nicosia voor FC Le Mont. Leoni debuteerde op 10 augustus 2011 in het Zwitsers voetbalelftal, in een vriendschappelijke wedstrijd tegen Liechtenstein (2-1 winst).
| Interlands van Johnny Leoni voor Zwitserland | Interlands van Johnny Leoni voor Zwitserland | Interlands van Johnny Leoni voor Zwitserland | Interlands van Johnny Leoni voor Zwitserland | Interlands van Johnny Leoni voor Zwitserland | Interlands van Johnny Leoni voor Zwitserland |
| №                                            | Datum                                        | Wedstrijd                                    | Uitslag                                      | Competitie                                   | Goals                                        |
| Als speler van FC Zürich                     | Als speler van FC Zürich                     | Als speler van FC Zürich                     | Als speler van FC Zürich                     | Als speler van FC Zürich                     | Als speler van FC Zürich                     |
| -------------------------------------------- | -------------------------------------------- | -------------------------------------------- | -------------------------------------------- | -------------------------------------------- | -------------------------------------------- |
| 1                                            | 10 augustus 2011                             | Liechtenstein - Zwitserland                  | 1 – 2                                        | Vriendschappelijk                            | 0                                            |

## Erelijst
FC Zürich
- Landskampioen

2006, 2007, 2009